# Eumecia anchietae
Eumecia anchietae är en ödleart som beskrevs av  Bocage 1870. Eumecia anchietae ingår i släktet Eumecia och familjen skinkar.

## Underarter
Arten delas in i följande underarter:
- E. a. anchietae
- E. a. wittei